# Yilou (Guibaré)
Pour les articles homonymes, voir Yilou.
Yilou est une localité du département du Guibaré, dans la province du Bam, dans le Centre-Nord, au Burkina Faso. Lors du recensement de 2006, on y a dénombré 3 696 habitants.

## Géographie
La commune est traversée par la route nationale 22.

## Histoire

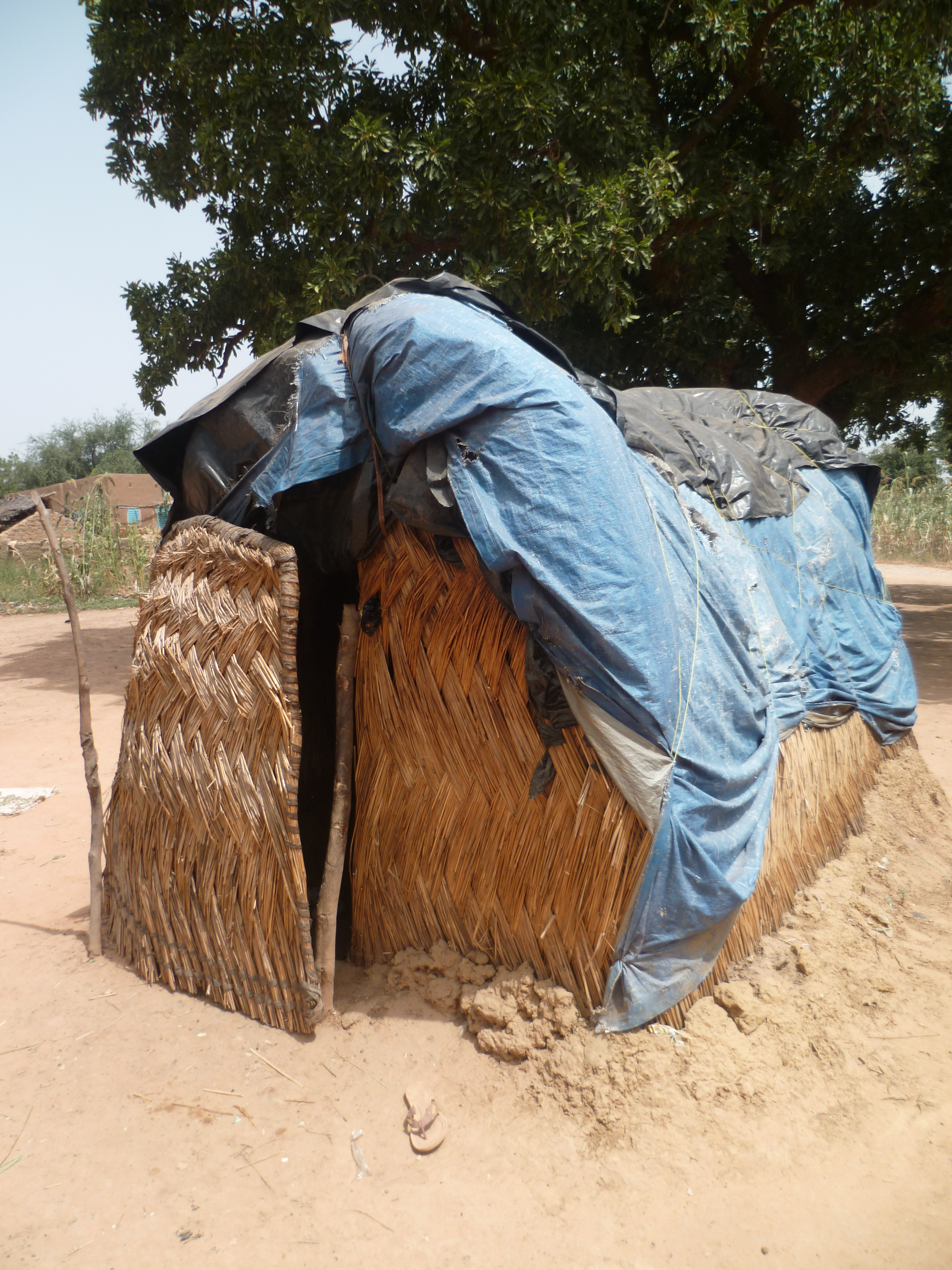
Hébergement associatif.
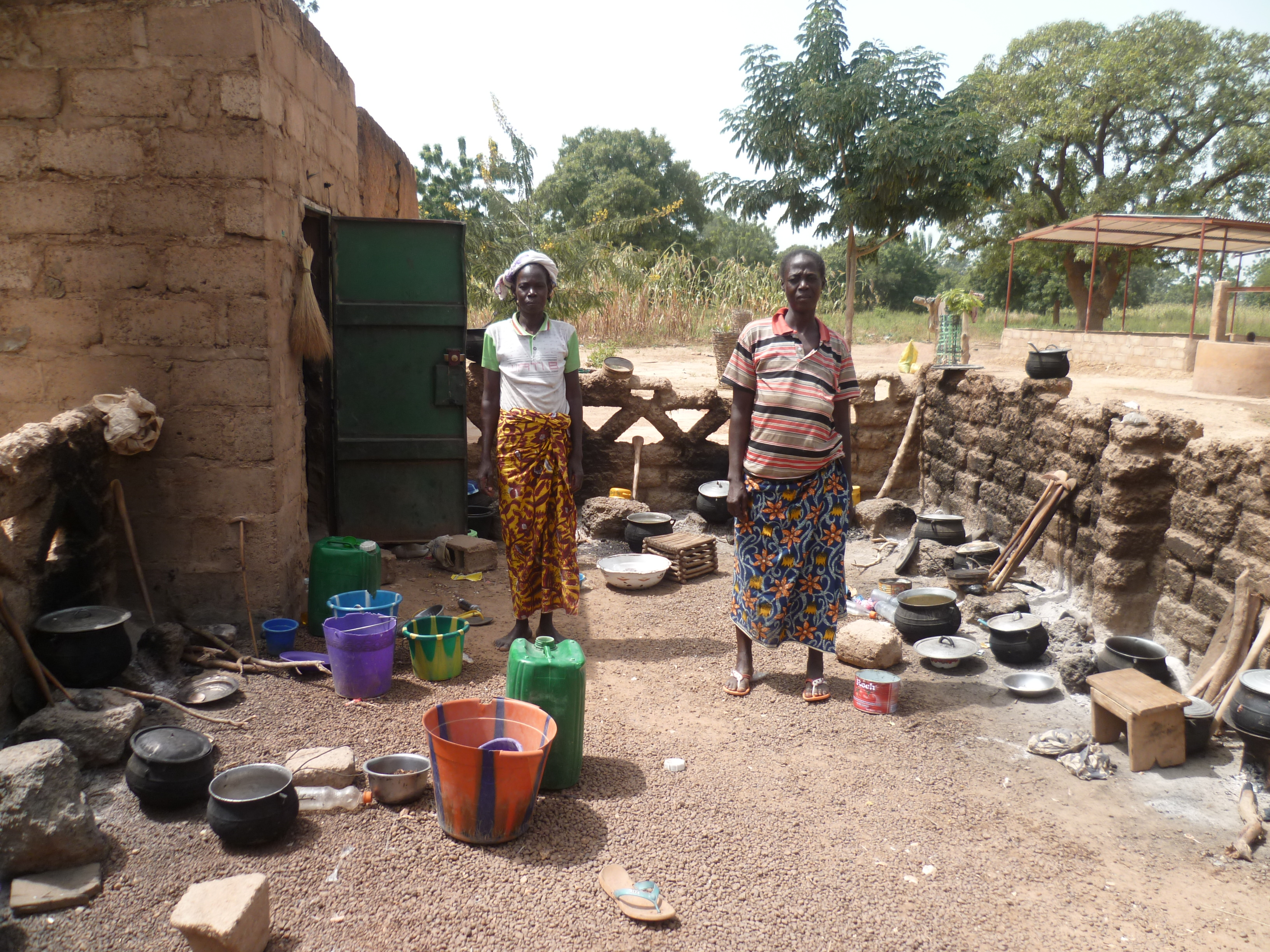
Cuisine.
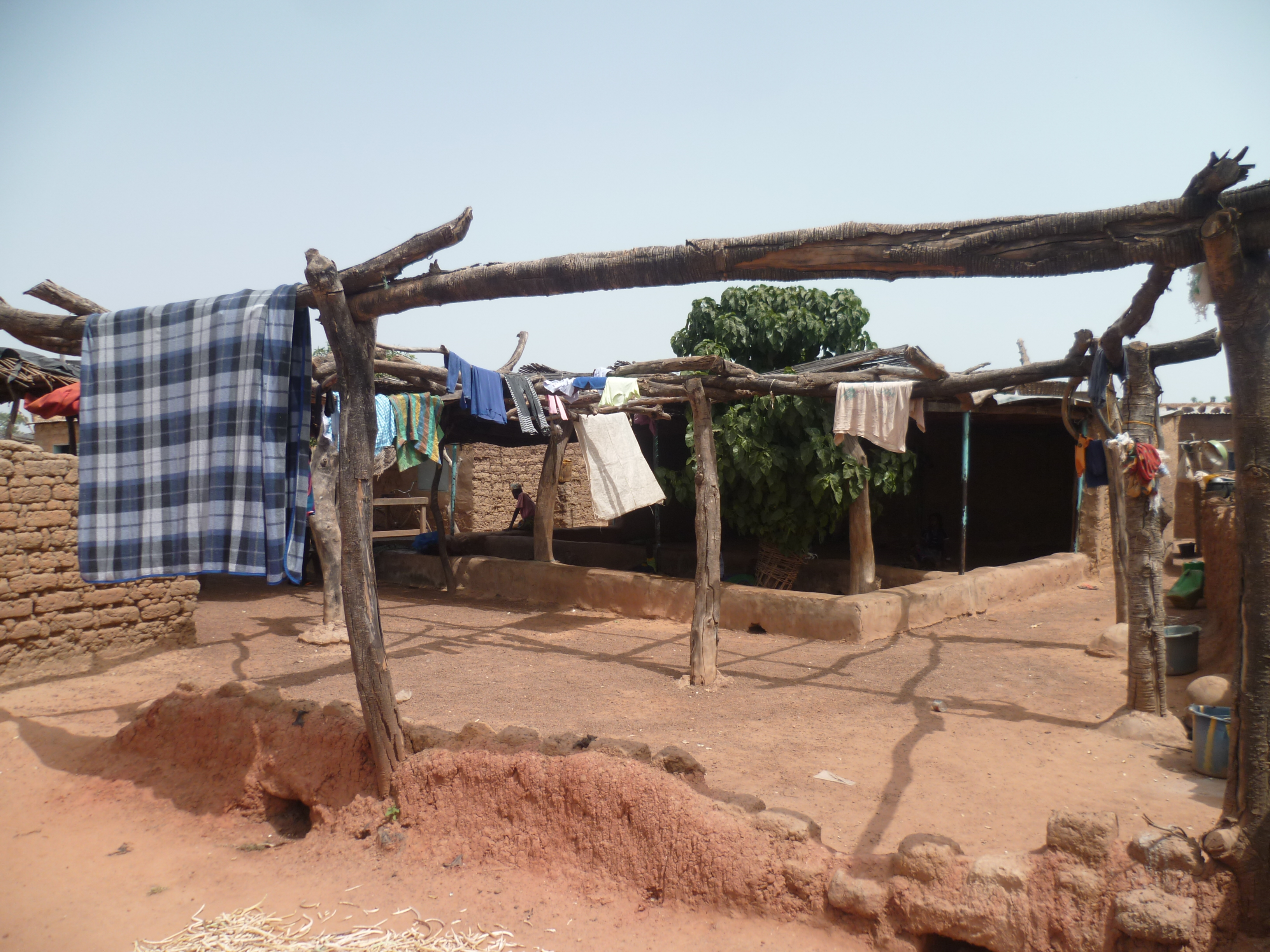
Laverie.
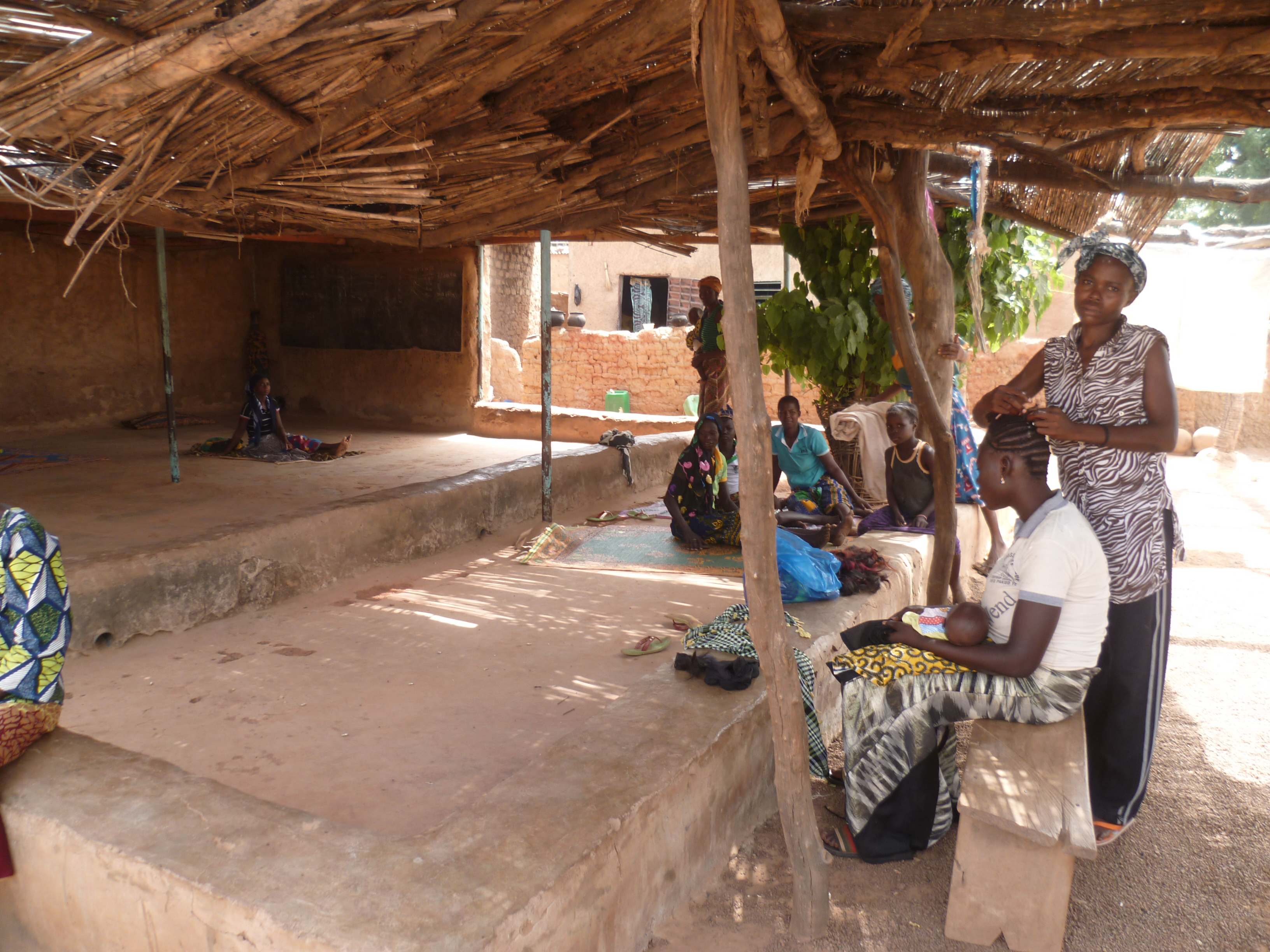
Coiffeuse.
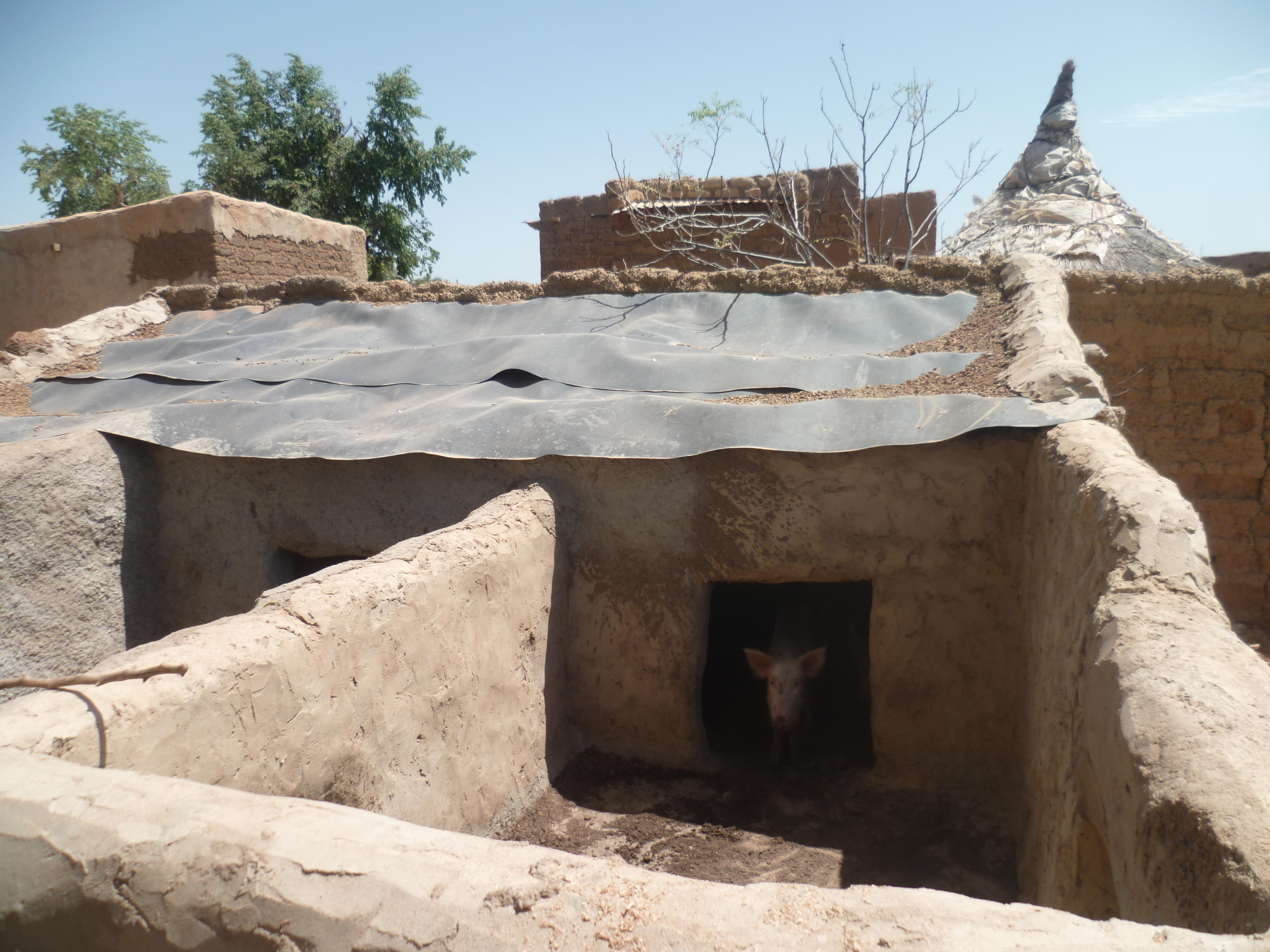
Porcherie.